# Eugen Lerch
Eugen Lerch (* 25. Dezember 1888 in Berlin; † 16. November 1952 in Mainz) war ein deutscher Romanist und Sprachwissenschaftler.

## Leben
Er war der Sohn des Kaufmanns Philipp Lerch und dessen Ehefrau, geborene Marie Flehr. Lerch studierte ab dem Jahre 1909 romanische und germanische Philologie in Berlin, Gießen und München bei Adolf Tobler, Heinrich Morf, Hermann Paul und Karl Vossler. Bei Vossler, dem Begründer der idealistischen Schule, promovierte er an der Universität München 1911 und habilitierte sich dort 1913. 1914 heiratete er Sarah Sonja Rabinowitz, von der er sich Anfang 1918 scheiden lassen wollte. Sie war im Januar 1918 an der Seite von Kurt Eisner Aktivistin beim Münchener Munitionsarbeiterstreik und beging am 30. März 1918 im Untersuchungsgefängnis Stadelheim Selbstmord. Lerch heiratete 1918 Gertraud Herz und hatte mit ihr zwei Söhne.
In München wurde er 1921 a.o. Professor. 1930 erhielt Lerch einen Ruf auf den Lehrstuhl für romanische Philologie der Universität Münster, wurde dort aber 1934 wegen seiner pazifistischen Überzeugung suspendiert. 1933 übersetzte er Die beiden Quellen der Moral und der Religion von Henri Bergson (Diederichs Verlag, Jena 1933). Nach dem Krieg wurde er an die Universität Mainz berufen, wo er u. a. Hans Helmut Christmann zum Schüler hatte.

## Schriften
- Die Verwendung des romanischen Futurums als Ausdruck eines sittlichen Sollens. Reisland Verlag, Leipzig 1919.
- Historische Französische Syntax. Reisland Verlag,. Leipzig 1925/34.

1. Definition der Syntax, syntaktische Methoden. 1925.
2. Untergeordnete Sätze und untergeordnete Konjunktionen. 1929.
3. Modalität. 1934.

- Hauptprobleme der französischen Sprache. Westermann Verlag, Braunschweig 1930/31.

1. Allgemeines. 1930.
2. Besonderes. 1931.

- Französische Sprache und Wesensart. Diesterweg Verlag, Frankfurt/M. 1933.
- Die Lerch gewidmete Gedenkschrift Studia Romanica (hg. von Charles Bruneau und Peter M. Schon), Stuttgart 1955 enthält ein vollständiges Schriftenverzeichnis.